# Saint-Constant, Cantal
Saint-Constant är en kommun i departementet Cantal i regionen Auvergne-Rhône-Alpes i mitten av Frankrike. Kommunen ligger  i kantonen Maurs som ligger i arrondissementet Aurillac. År 2018 hade Saint-Constant 529 invånare.

## Befolkningsutveckling
Antalet invånare i kommunen Saint-Constant
Referens:INSEE